# Rômulo Souza Orestes Caldeira
Rômulo Souza Orestes Caldeira (Pelotas, 1987. május 22. –), ismert nevén Rômulo, brazil labdarúgó, az olasz Hellas Verona középpályása. Felmenői Veneto tartományból vándoroltak ki Brazíliába, így megkaphatta az olasz állampolgárságot is.

## Sikerei, díjai
Juventus FC
- Serie A: 2014–15